# Chelidonura castanea
Chelidonura castanea is een slakkensoort uit de familie van de Aglajidae. De wetenschappelijke naam van de soort is voor het eerst geldig gepubliceerd in 1994 door Yonow.